# Selo Imperial de Manchukuo
O Selo Imperial do Imperador de Manchukuo (chinês tradicional: 蘭花御紋徽) tinha um desenho de flor de orquídea (Cymbidium goeringii), com cinco ramos de sorgo entre as cinco pétalas da orquídea. Era inteiramente amarelo.
O desenho foi baseado em Cymbidium goeringii, a flor preferida do Imperador de Manchukuo.  O sorgo era o alimento básico de Manchukuo e foi adicionado como parte do design.
O selo imperial foi adotado em 25 de abril de 1934.  Também apareceu no estandarte pessoal do Imperador de Manchukuo.

## Galeria

Estandarte do Imperador de Manchukuo
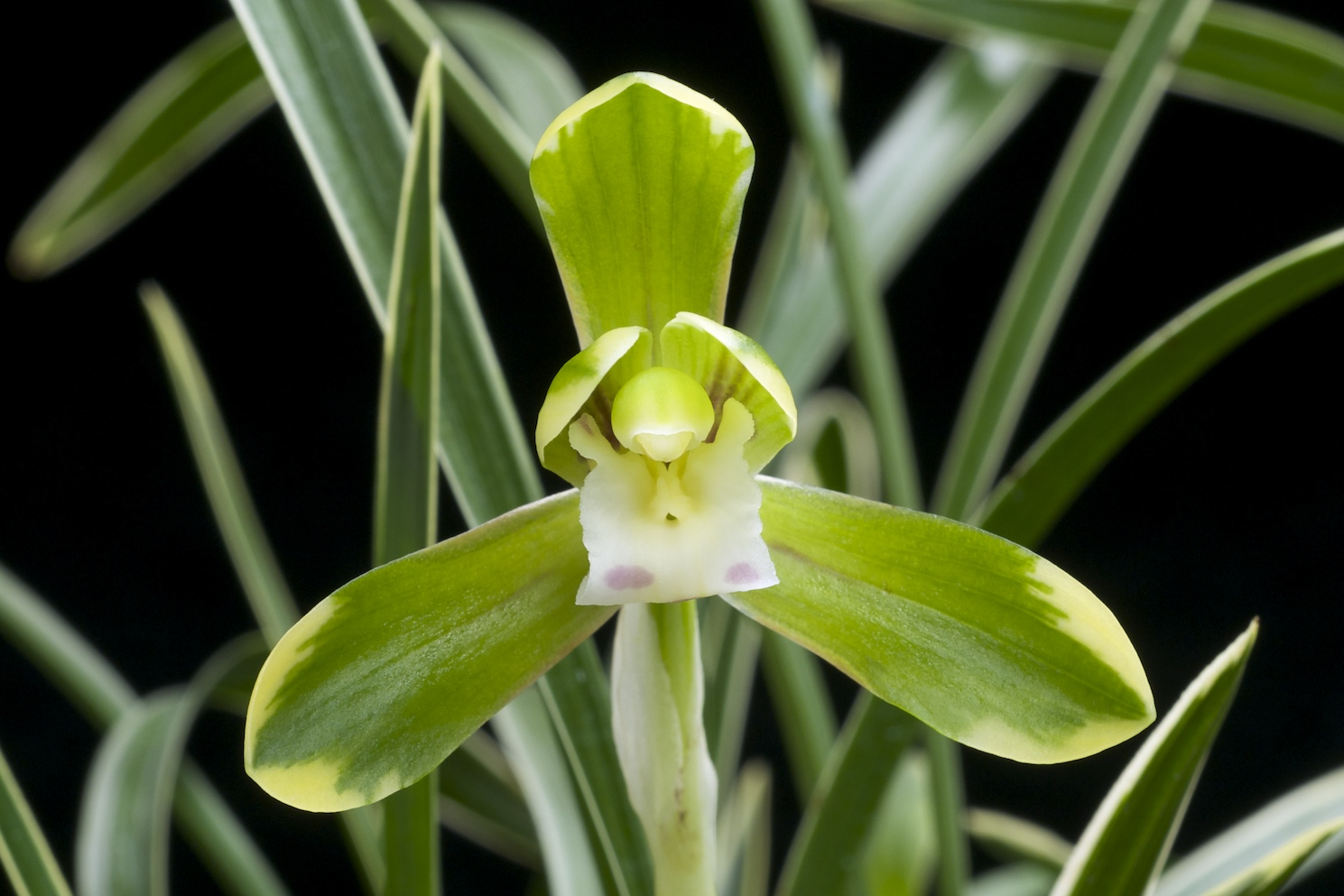
Cymbidium goeringii
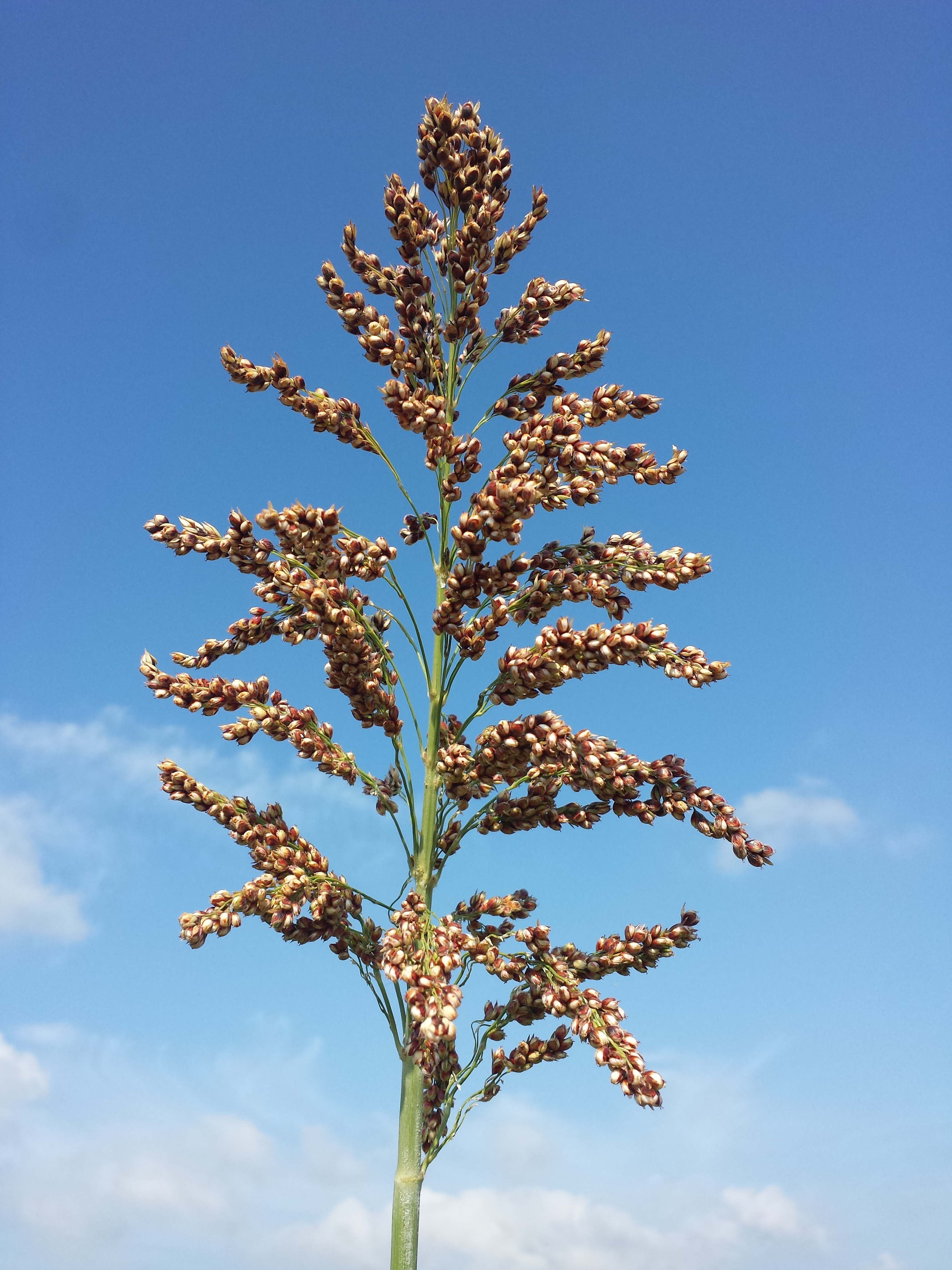
Ramos de Sorgo